# Ixora winkleri
Ixora winkleri är en måreväxtart som beskrevs av Cornelis Eliza Bertus Bremekamp. Ixora winkleri ingår i släktet Ixora och familjen måreväxter. Inga underarter finns listade i Catalogue of Life.